# 超高畫質電視
超高畫質電視主要規格：

UHDTV决议显示，相较于高畫質和標準畫質格式。

- 解析度 7,680 × 4,320 畫素（16:9）（大約 33.2 百萬畫素）
- 色彩深度： 12-bit per channel
- 色彩範圍： Rec. 2020
- 影格速率： 每秒120帧（逐行掃描）
- 音訊： 最高22.2ch
  - 9 — above ear level (top layer)
  - 10 — ear level (middle layer)
  - 3 — below ear level (bottom layer)
  - 2 — low frequency effects
- 頻寬：
  - UHF - 8 MHz, 35~45Mbit/s（RAI DVB-T2測試）
  - Ku頻 - 2x36MHz transponders, 140~150Mbit/s（DVB-S2）
  - Ka頻 - 600 MHz, 500~6600Mbit/s

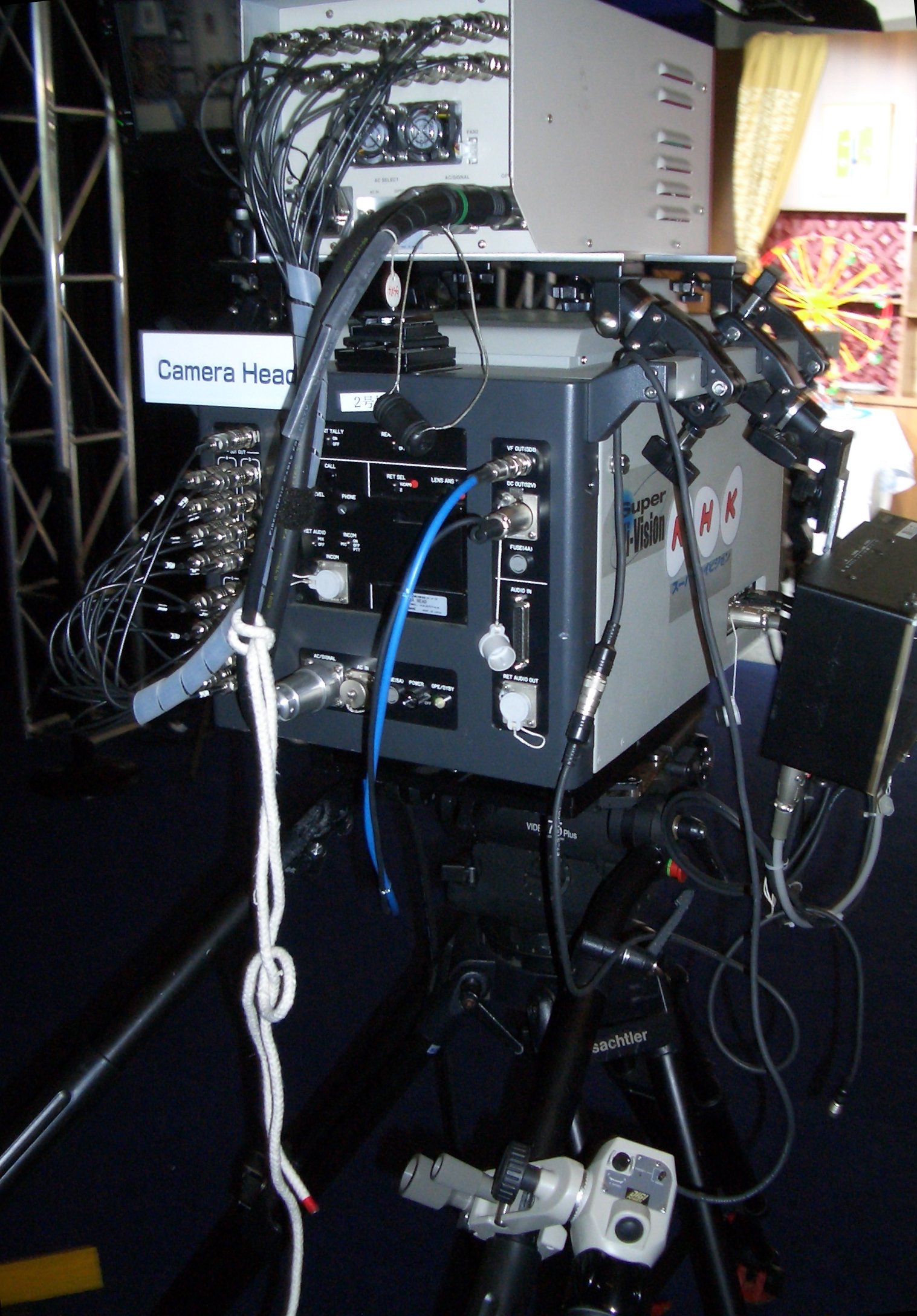
NHK測試中的超高畫質電視攝影機

顯示 Rec 的 CIE 1931 色彩空間圖。2020 年（UHDTV）外三角和 Rec 的顏色空間。內三角形中的 709 (HDTV) 色彩空間。Rec. 2020 和 Rec. 709 都使用 Illuminant D65 獲取白點。

超高畫質電視（UHDTV, Ultra High Definition Television），又稱為Ultra HDTV、4320p、8K解析度及UHDV（Ultra High Definition Video）。是一種實驗中的數位視訊標準，由日本放送協會（NHK）、英國廣播公司（BBC）及義大利廣播電視公司（RAI）等機構所倡議推動。NHK提議將超高畫質電視稱為Super Hi-Vision（SHV）。
2018年12月1日，NHK BS8K正式開播，成為世界上第一個開播的8K超高畫質電視頻道。
“UHD聯盟”是一個由內容創作者，分銷商和硬件製造商組成的行業聯盟，在2016年消費電子展（CES）新聞發布會上宣布其“超高清高級”規範，該規範定義了分辨率，位深度，色域，高-超高清（UHDTV）內容和顯示器所需的動態範圍成像（HDRI）和渲染（HDRR），以攜帶其超高清高級徽標。

## 历史
NHK首先於2005年的愛知博覽會展示此技術，並於同年11月以光纖網路及DWDM傳輸技術將UHDTV轉播至260公里外的地方。2006年底的NHK紅白歌合戰（日语：紅白歌合戦）藉由IP網路將UHDTV畫面從東京傳送到500多公里遠的大阪，在一面450英吋（11.4公尺）的螢幕實況播出。未壓縮的20分鐘UHDTV節目會佔用4TB的儲存空間。
UHDTV的最終目標是能普及於每一家庭，預計於2016年至2020年間可達到，但還要視科技進展而定，如傳輸高頻寬的技術進展、處理UHDTV視訊的能力等。
2012 年的国际消费电子产品展览会（CES）上，部分厂商在展出其次世代显示设备时使用了“4K”一词。2012年4月，韩国四家主要电视台(KBS、MBC、SBS和EBS)使用66频道试播4K节目，但此时4K的相关标准尚未确定。
2012年8月23日，国际电信联盟（ITU）发布了超高清电视的国际标准：ITU-R Recommendation BT.2020 （ITU-R BT.2020），标志4K电视开始步入正轨。
2013 年的 CES 展会上，越来越多的厂商开始使用“超高清分辨率”（UHD）来取代“4K”一词。“超高清分辨率”英文原文为“Ultra High Definition”，缩写为UHD或UltraHD，是国际电信联盟（ITU）定义的术语。
NHK BS8K於2018年12月1日開播，是世界第一個8K解析度的電視頻道。
2021年2月1日，中華人民共和國中央广播电视总台试播8K超高清频道，后于2022年1月24日正式开播。截至2022年底，中国大陆开办有4K超高清电视频道8个，8K超高清电视频道2个。

## 技術細節

### 分辨率
超高畫質定義了兩種分辨率：
- 4K UHDTV（2160p）的寬高為3840×2160。總像素數是FULL HD的4倍。
- 8K UHDTV（4320p）的寬高為7680×4320。總像素數是FULL HD的16倍。

## 4K/8K國家規範

### 中国大陆
2017年11月，国家新闻出版广电总局发布行业标准《GY/T 307-2017超高清晰度电视系统节目制作和交换参数值》，使用重新起草法修改采用ITU-R BT.2020-2《超高清晰度电视系统制作和国际间节目交换参数值》，规定了超高清晰度电视（UHDTV）系统节目制作和交换中所涉及的基本参数值。
2018年8月，国家广播电视总局发布的《4K 超高清电视技术应用实施指南（2018版）》对 4K超高清电视节目制播、编码、传输、解码、显示等各个环节的技术参数选择和应用提出了指导意见。要求：
- 机顶盒适配

4K 超高清电视机顶盒应支持 AVS2 标准，支持 3840×2160 分辨率、50 帧/秒帧率、 10 比特量化精度、BT.2020 色域、显示峰值亮度 1000 cd/m2 的 HDR 视频解码，支持立体声或5.1 环绕声解码输出，有条件的可支持三维声解码输出，支持音频码流透传，支持 HDMI2.0 及以上接口并考虑相关内容保护机制。
- 网络传输

卫星分发网络传输可采用QPSK调制方式，通过36MHz转发器传输1路4K 超高清电视；可采用8PSK调制方式，通过18MHz传输带宽传输 1路 4K 超高清电视。
有线电视网络传输可采用DVB-C 64QAM 或256QAM调制方式，在1个频点8MHz内至少能满足1路4K 超高清电视传输带宽。
IPTV 网络传输采用专门的视频网络通道传输4K 超高清电视节目流，1路视频的压缩码率应不低于36Mbps。
2019年12月，国家广播电视总局发布《超高清视频标准体系建设指南（2019版》，指出超高清视频具有 4K（3840×2160 像素）或 8K（7680×4320 像素）分辨率。
2020 年 5 月，国家广播电视总局发布《4K超高清电视节目制作技术实施指南（2020版）》，涉及的4K超高清电视节目技术参数为3840×2160/50P/10bit，BT.2020色域，HLG/PQ HDR。
2023年11月，国家广播电视总局发布了4K 超高清音视频行业标准、AVS3 8K 超高清编码器和解码器技术行业标准：
- 4K音视频标准

视频的分辨率应为3840像素×2160像素，宽高比应为16:9，帧率应不低于50fps，量化精度应为10bit，应采用GB/T 41809—2022色域、GB/T 41808—2022高动态范围（HDR），可支持GY/T 358—2022规定的HDR视频显示适配。参照AVS2编码，有线数字电视和IPTV4K超高清频道视频编码码率应不低于36Mbps，互联网电视4K 超高清视频编码码率不低于15Mbps。
音频应支持立体声或5.1环绕声，有条件的可支持三维声。立体声音频编码码率应不低于256kbps，5.1环绕声音频编码码率应不低于448kbps（互联网电视不低于256kbps），采样率应为48kHz（互联网电视不低于44.1kHz），三维声解码应符合GY/T 363 —2023的规定。
- 8K编码要求

视频编码要求，AVS3 编码方式最大码率应不低于120Mbps。编码后的码流视频格式水平尺寸7680 像素，垂直尺寸4320 像素，宽高比 16:9，帧率50Hz/100Hz/120Hz ，色度格式 4:2:0，采样精度10bit，应支持 GB/T 41809—2022 规定的色域，可手动设置输出码流中的色域标识，动态范围应支持 GB/T 41808—2022 规定的非线性转换函数，可设置输出码流的非线性转换函数标识，可支持 GY/T 358—2022 规定的元数据，GOP 长度应支持 48 帧，8 帧～96 帧可调（步长为 8 帧），CBR 编码应支持 CBR 码率模式。
音频编码应支持 5.1 环绕声编码信号解码及下混输出双声道立体声，可支持 GY/T 363—2023 中 5.1.4 三维声音频编码信号解码。典型码率支持256kbps，采样率应为48kHz，采样精度16bit。

## 外部連結
- 4K TV Mag （页面存档备份，存于） – an online magazine about Ultra HD TV
- "What is 4K Ultra HD?" （页面存档备份，存于） – 4K TV Mag